# Mexicana de Aviación

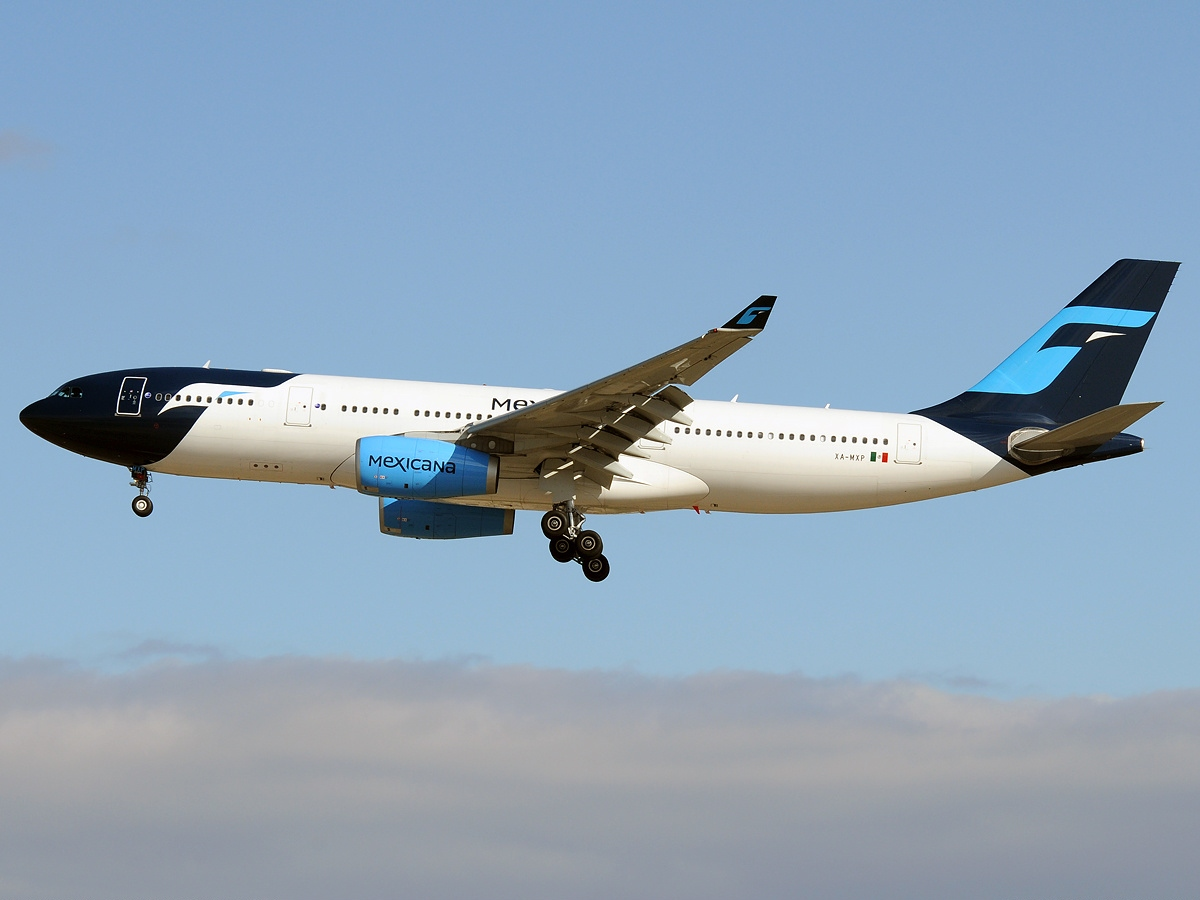

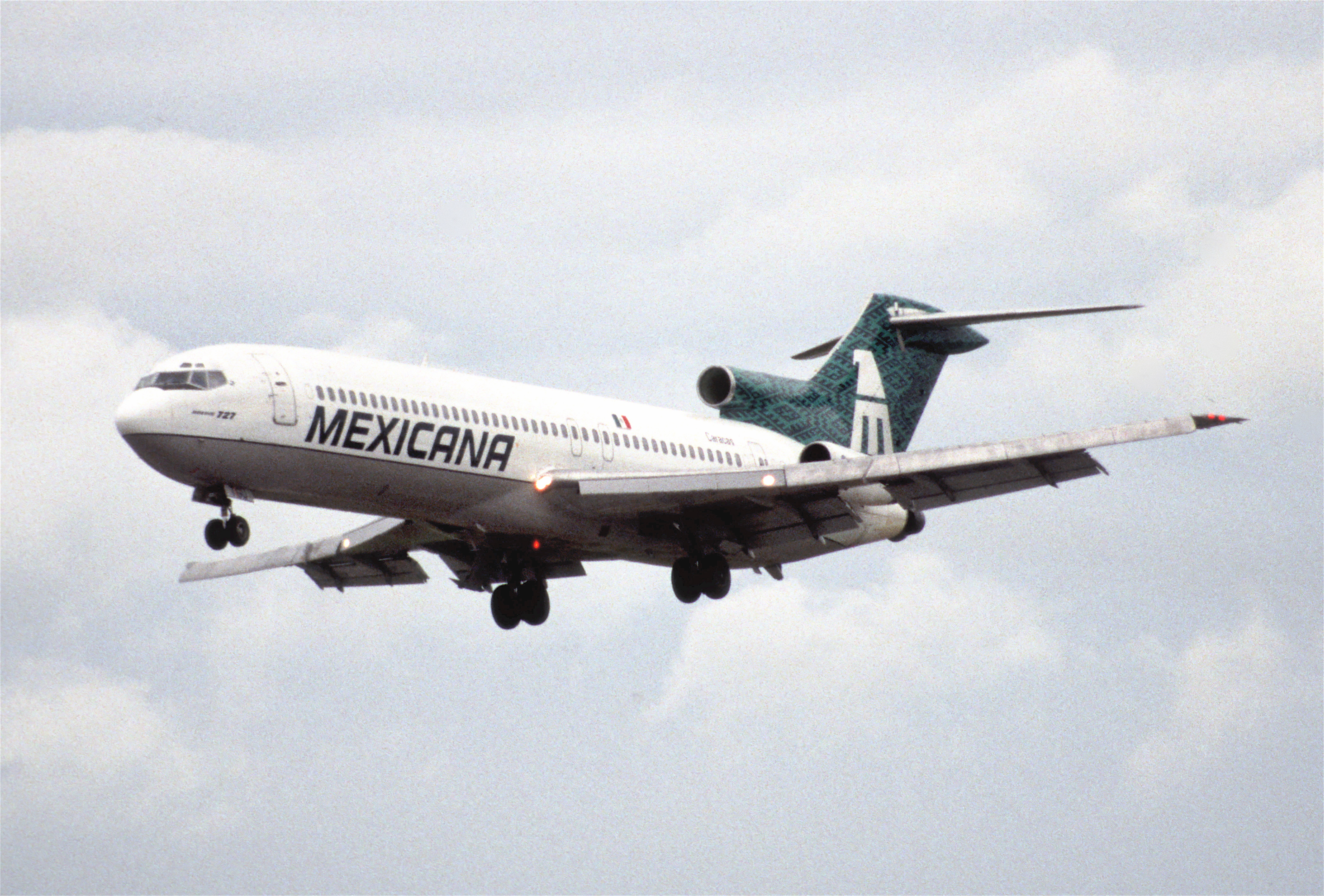

Mexicana var ett flygbolag från Mexiko, grundat 1921. Det har tidigare hört till flygbolagsalliansen Star Alliance, men bytte till Oneworld under 2009. I augusti 2010 gick bolaget i konkurs och ställde in sin flygverksamhet, både i huvudbolaget, och i lågprislinjerna Link och Click.